# Fran Murcia
Francisco José Murcia Sánchez, detto Fran (Murcia, 14 novembre 1970), è un ex cestista spagnolo.

## Carriera
Con la Spagna ha disputato i Campionati europei del 1995.

## Palmarès
- Copa del Rey: 2

Saragozza: 1990
Joventut Badalona: 1997
- Liga catalana: 1

Joventut Badalona: 1998